# Nuno Morais
Nuno Miguel Barbosa Morais (* 29. Januar 1984 in Penafiel) ist ein portugiesischer Fußballspieler, der zurzeit bei APOEL Nikosia spielt.

## Karriere
Morais startete seine Karriere bei seinem Heimatverein FC Penafiel, bis er 2004 einen Dreijahresvertrag beim englischen Topklub FC Chelsea mit unbekannter Ablösesumme unterschrieb. Sein Debüt absolvierte er im Januar 2005 beim FA-Cup-Spiel gegen Scunthorpe United. Dabei spielte er das ganze Spiel durch.
Morais kam danach kaum zu einem Profieinsatz und verbrachte die meiste Zeit bei der Reserve, so wie sein Landsmann Filipe Oliveira. Beide wurden dann auch in der Saison 2005/06 an Marítimo Funchal verliehen. In diesem Sommer spielten beide auch in der portugiesischen U-21 bei der U-21-Fußball-Europameisterschaft 2006 im eigenen Land. Man schied schon in der Vorrunde aus.
Nach der Leihe kehrte er zum FC Chelsea zurück und hatte zwei Kurzeinsätze von zusammen weniger als 20 Minuten bei den beiden Unentschieden gegen Manchester United und FC Everton zu Hause.
Am 11. Mai 2007 wechselte Morais ablösefrei zum zyprischen Verein APOEL Nikosia.
Während seiner Zeit dort wurde Morais als defensiven Mittelfeldspieler eingesetzt und unterschrieb einen neuen Vertrag, gültig bis zum Juni 2012, der mehrmals verlängert wurde. Seit seinem Debüt war er ein wichtiger Bestandteil der Defensive, und somit war es möglich, dass man sich mehrere Titel, wie z. B. die First Division, den zyprischen Pokal und zweimal den zyprischen Supercup. So schaffte man sogar den Einzug in die Champions-League-Gruppenphase als man in der Qualifikation die Mannschaften EB/Streymur, FK Partizan Belgrad und den FC Kopenhagen besiegen konnte. In der Gruppenphase war man den Mannschaften FC Porto, Atlético Madrid und seinem ehemaligen Verein FC Chelsea deutlich unterlegen und so wurde man Gruppenletzter. Den größten Erfolg in der Champions League erreichte Nuno Morais mit APOEL in der Spielzeit 2011/12, als er sich mit seiner Mannschaft in der Gruppenphase gegen Zenit Sankt Petersburg, FC Porto und Schachtar Donezk durchsetzen konnte. Nach einem Erfolg im Achtelfinale gegen Olympique Lyon wurde er mit seiner Mannschaft erst im Viertelfinale von Real Madrid gestoppt. Am 4. Mai 2012 stimmte er einer Verlängerung seines Vertrags um drei Jahre zu.
In der Saison 2013/14 trat Morais in jedem Gruppenphasenspiel der UEFA Europa League von APOEL auf und erzielte im GSP-Stadion in Nikosia den 2:1-Siegtreffer gegen den FC Girondins de Bordeaux. In der folgenden Saison war er auch die erste Wahl in der Champions-League-Saison seines Teams. Am 7. Mai 2016 erreichte Morais mit einem Ligaspiel gegen den Apollon Limassol FC sein 251. Einsatz für APOEL und wurde damit Ausländer mit den meisten Einsätzen in der Geschichte der höchsten zyprischen Spielklasse.
Morais ging im Juli 2019 im Alter von 35 Jahren in den Ruhestand. Er beendete seine Karriere als APOELs erfolgreichster Spieler aller Zeiten mit 524 Spielen auf seinem Konto. Nach seinem Rücktritt blieb er bei seinem Hauptverein als Jugendtrainer und stellvertretender Manager tätig und trat im Juni 2023 dem Trainerteam seines Landsmanns Ricardo Sá Pinto bei.
In der heimischen Liga gehörte Nuno Morais über viele Jahre zum Stamm der Mannschaft und konnte bisher insgesamt acht Meistertitel verbuchen.

## Nationalmannschaft
Nuno Morais spielte zwischen 2004 und 2006 für die portugiesische U-21 und nahm an der U-21-Fußball-Europameisterschaft 2006 im eigenen Land teil, wo er mit seiner Mannschaft in der Vorrunde ausschied.

## Titel und Erfolge
APOEL Nikosia
- First Division: 2008/09, 2010/11, 2012/13, 2013/14, 2014/15, 2015/16, 2016/17, 2017/18
- Zyprischer Pokal: 2007/08, 2013/14, 2014/15
- Zyprischer Supercup: 2008, 2009, 2011, 2013